# Línia Venta de Baños-Gijón
Venta de Baños-Gijón és una línia ferroviària d'ample ibèric a Espanya, inclosa a la Xarxa Ferroviària d'Interès General (RFIG). Dins de la RFIG s'identifica amb el número 130.

## Recorregut

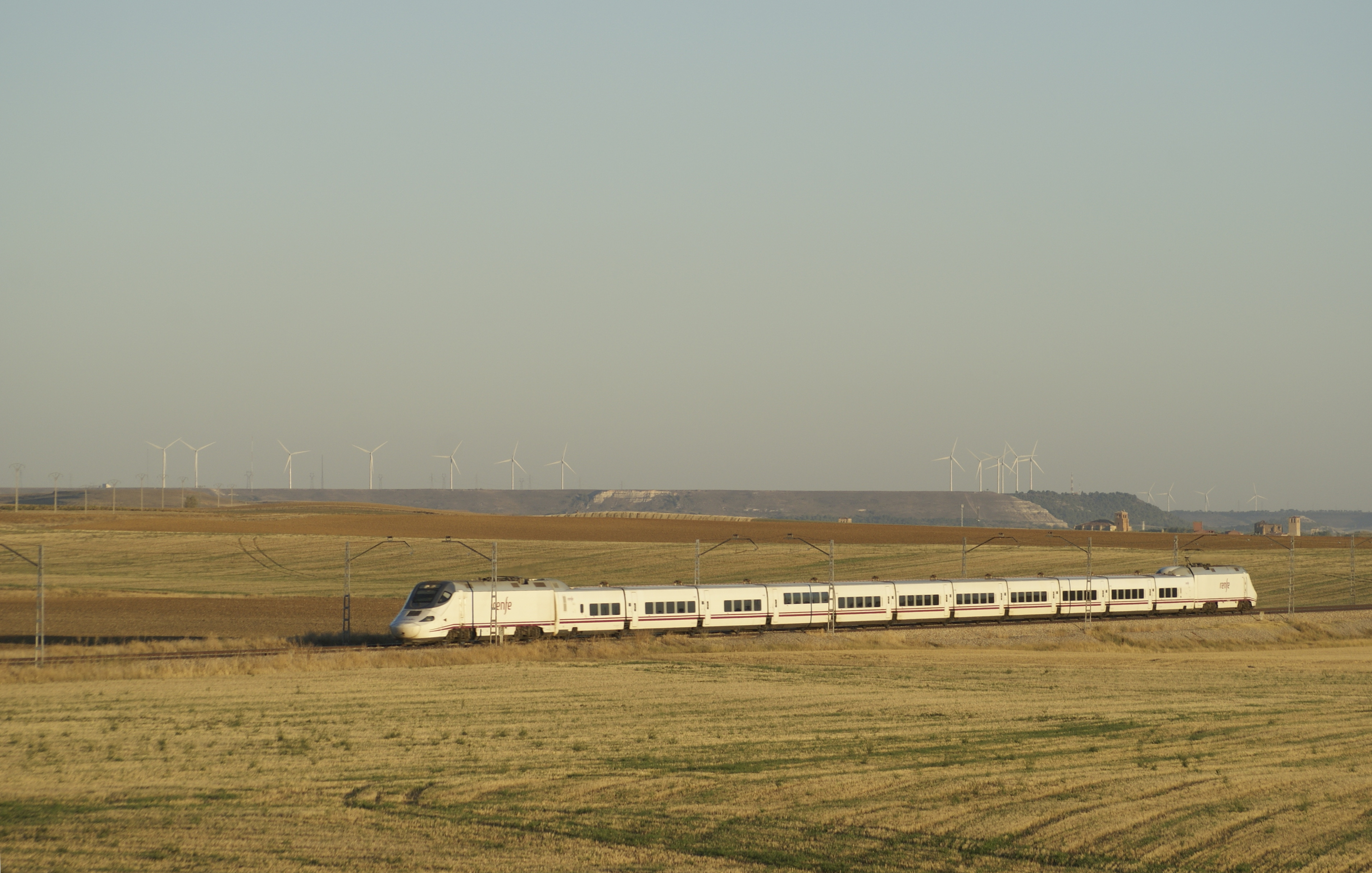
Tren Sèrie 130 per la província de Palència realitzant un servei Alvia.

La línia connecta el municipi palentí de Venta de Baños i l'asturià de Gijón, passant per la capital palentina i la ciutat de Lleó. Discorre per les províncies castellanolleoneses de Palència i Lleó, i per la d'Astúries, sent la connexió de la xarxa ferroviària asturiana d'ample ibèric amb la resta de la xarxa espanyola, a través de la rampa de Pajares.

## Història
La línia es compon de diversos trams corresponents a diverses concessions històriques:
- Venta de Baños-Palència (12 km);
- Palència-Lleó (122 km); i
- Lleó-Gijón (171 km).

### Venta de Baños-Palència
Aquest tram forma part de la línia Venta de Baños-Alar del Rey, inaugurada per la Companyia dels Camins de Ferro del Nord d'Espanya l'1 d'agost de 1860.

### Palència-Lleó
Es va inaugurar oficialment el 8 de novembre de 1863, dins de la concessió de la línia Palència-La Corunya de la Companyia dels Ferrocarrils del Nord-oest d'Espanya, com una secció de la mateixa.

### Lleó-Gijón
Concedit com un branc de la línia de Palència a Galícia a la Companyia de Ferrocarril del Nord-oest d'Espanya va ser posat en servei per seccions.
L'últim tram a ser inaugurat va ser el corresponent a la rampa de Pajares (Busdongo-Puente de los Fierros) el 15 d'agost de 1884. Aquest tram va ser construït per la Companyia dels Ferrocarrils d'Astúries, Galícia i Lleó, que va sol·licitar al govern canviar el traçat de la concessió, augmentant el pendent de 20 a 35 mil·lèsimes, amb l'oposició de la societat asturiana.
| Data      | Tram                             | Línia (segons concessió) | Companyia | Longitud (km) |
| --------- | -------------------------------- | ------------------------ | --------- | ------------- |
| 1/8/1860  | Venta de Baños-Alar              | Venta de Baños-Alar      | Nord      | 90,772        |
| 8/11/1863 | Palència-Lleó                    | Palència-La Corunya      | Nord-oest | 122,835       |
| 17/1/1868 | Lleó-La Robla                    | Lleó-Gijón               | Nord-oest | 25,048        |
| 1/8/1868  | La Robla-Pola de Gordón          | Lleó-Gijón               | Nord-oest | 8,100         |
| 23/5/1872 | Pola de Gordón-Busdongo          | Lleó-Gijón               | Nord-oest | 19,910        |
| 23/7/1874 | Pola de Lena-Gijón               | Lleó-Gijón               | Nord-oest | 62,774        |
| 15/5/1881 | Pont de los Fierros-Pola de Lena | Lleó-Gijón               | ———       | 12,201        |
| 15/8/1884 | Busdongo-Puente de los Fierros   | Lleó-Gijón               | AGL       | 42,775        |

## 2011
L'any 2011 es va modificar lleugerament la línia, a causa de les obres, a les ciutats de Lleó i Gijón.

### Lleó
A causa de les obres de l'alta velocitat, es va traslladar el servei de viatgers de l'antiga estació (km 122,440) a una provisional (km 122,565), el 2 de març. A més es va traslladar la base de manteniment del material rodant i es va interrompre la circulació entre l'estació de viatgers i la bifurcació de Galícia (350 m). A causa d'aquesta interrupció l'estació va quedar en posició terminal i les circulacions d'Astúries han de fer un canvi de sentit en l'estació. L'accés des de i cap a Astúries es realitza a través de l'Enllaç Sud ferroviari de Lleó.

### Gijón
En aquest cas per causa de la construcció d'una nova estació intermodal es van suprimir les estacions de Gijón-Jovellanos i Gijón-Cercanías, en els km 170,906 i 171,600, respectivament i els seus accessos. Una estació provisional, denominada Gijón Sanz-Crespo (km 170,773), va passar a oferir el servei de viatgers, també en via estreta.

## Característiques
Segons l'actualització de 2013 de la Declaració de la Xarxa d'Adif, la línia està electrificada a 3 kV de corrent continu mitjançant fil aeri i és de doble via, excepte de La Robla-Pola de Lena, que és de via única. No obstant això, a Astúries, entre l'estació d'Ablaña (concejo de Mieres) i la bifurcació de Tudela-Veguín (Oviedo) la via doble està formada per dues línies de via única, 130 i 132. La línia núm. 132 es correspon amb l'antic traçat de la línia Lleó-Gijón, pel primer túnel ferroviari sota El Padrún, que dona servei a l'estació d'Olloniego.
En els trams de via doble està banalitzada, sent el sentit normal de circulació per l'esquerra
Quant a la senyalització i els sistemes de seguretat, la línia compta amb bloqueig automàtic amb control de tràfic centralitzat (CTC).

## Serveis ferroviaris

### Viatgers

#### Rodalies
A Astúries, el tram entre Puente de los Fierros (concejo de Lena) i Gijón, està inclòs en la línia C-1 de rodalies del nucli d'Astúries. Entre les estacions de Soto del Rey i Oviedo circulen les unitats de la línia C-2 (Oviedo-El Entrego). De la mateixa manera, els automotors de la línia C-3 (Oviedo-Avilés-San Juan de Nieva) circulen per la línia entre l'estació de Llamaquique i la de Villabona de Asturias.

### Mercaderies
La línia té connexions, mitjançant dues línies incloses en la RFIG, amb el port de Gijón, que segons el Pla Estratègic per a l'Impuls del Transport Ferroviari de Mercaderies a Espanya (novembre de 2010) va ser el port d'Espanya que, en termes absoluts, va manejar major quantitat de mercaderies (1 608 milions de tones) per ferrocarril (21,6 % del total transportat). Les dues línies connecten l'estació de Veriña amb les dependències denominades Aboño i Gijón-Port, respectivament, a la zona portuària.

#### Adif
Adif disposa de diverses instal·lacions logístiques en la línia. Les principals són, segons l'Observatori del Ferrocarril a Espanya de 2011:
- A Astúries: Lugo de Llanera i Soto del Rey; i
- A Castella i Lleó: Busdongo, Lleó, Palència i Venta de Baños.

#### Principals trànsits
Els principals tràfics que discorren per la línia són el de productes siderúrgics de Trasona (prop d'Avilés) a Siderúrgics del Mediterrani (Sagunt) i el de productes de pedrera de Lugones a Poago (Gijón). En els dos casos es tracta de productes moguts entre instal·lacions d'ArcelorMittal, amb la seva pròpia xarxa de via d'ampla en totes elles. Segons l'Observatori del Ferrocarril del 2007, amb dades aportades per les empreses, els fluxos de mercaderies mitjançant vagó complet van ser:
- Trasona a Siderúrgics del Mediterrani (568 534 t en 10 857 vagons); i
- De Lugones a Poago (376 145 t en 7 233 vagons).

El total corresponent a aquest any, sense comptar amb les circulacions del ferrocarril de Villablino a Ponferrada de la MSP, segons el mateix document, va anar de 15 736 385 t en 384 614 vagons. Els tràfics indicats representen el 3r. i el 5è. dels fluxos de mercaderies a vagó complet, en pes, durant l'any 2007.